# Bulletismo
Bulletismo es un proceso artístico consistente en disparar tinta a una hoja de papel blanco El resultado es un tipo de mancha de tinta. El artista puede luego crear imágenes a partir de lo que ve. Salvador Dalí le dio el nombre a esta técnica. Leonardo da Vinci, sugirió que "así como uno se puede imaginar una melodía a partir del sonido de una campana, uno también puede ver toda figura imaginable formada arrojando una esponja con tinta contra una pared."